# Panelstory
Panelstory o Cómo nace una urbanización (Panelstory aneb Jak se rodí sídliste) es una comedia dramática checoslovaca de 1979 dirigida por Věra Chytilová, siendo su tercera película después de que pidió, en una carta abierta, al gobierno checoslovaco volver a trabajar, escrita por Chytilová y Eva Kacírková, y protagonizada por Kacírková, Lukás Bech, Antonín Vanha, Miluse Splechtová y Václav Helsus. 
La película, ambientada en el período de normalización y el establecimiento de apartamentos prefabricados, se enfoca en las relaciones entre un grupo de personas que intentan vivir en un complejo de apartamentos en construcción.Chytilová colaboró nuevamente con Eva Kacírková, escritora de ficción con quien trabajó previamente en Las Margaritas y Los frutos prohibidos del paraíso, y contaron con un amplio reparto compuesto por muchos actores no profesionales para representar el ideal estatal de la sociedad praguense. Debido a los temas y la manera en que los presenta en la película, tuvo un estreno limitado en su país.

## Argumento
Un anciano busca el departamento de su hija, aún en construcción, entre una serie de edificios de apartamentos mal señalizados. Un niño de 6 años se escapa de una guardería para buscar un regalo para su padre, a quien va a conocer por primera vez. Una joven comparte a su madre que quiere casarse y tener hijos, y es regañada por no tener metas profesionales más altas. Otra joven, embarazada, se enfrenta a la desesperación al no saber cómo lidiar con su hija pequeña y la indiferencia de su marido.

## Reparto
- Eva Kacírková - Marie
- Lukás Bech - Pepík
- Antonín Vanha - Deda
- Miluse Splechtová - Marta
- Václav Helsus - Delník
- Oldrich Navrátil - Franta
- Jirí Kodet - Herec
- Bronislav Poloczek - Josef
- Květoslava Vonešová - Nováková